# Pueblo bulom
El pueblo bulom (o sherbro) habita la zona costera de la provincia del Sur de Sierra Leona. Solos o integrados con otras etnias se distribuyen al sur del país entre los ríos Tai (Jong) y Seli (Rokel). En la isla de Sherbro habita otra comunidad bulom que adoptó el nombre del lugar. Su origen está directamente emparentado con el pueblo kissi y con el pueblo sherbro. Destacaron por la gran destreza de sus artesanos para crear obras de arte con el marfil. Fue una etnia numerosa pero las sucesivas divisiones e integraciones con otros pueblos dejaron un pequeño grupo de 7.800 personas que aún mantienen la lengua nativa bulom so. Sus integrantes son mayoritariamente musulmanes.

## Origen
Están emparentados con los kissi. Juntos migraron hasta los territorios donde se encuentra la naciente del río Níger en Guinea. Mientras los kissi se asentaron los bulom siguieron hacia las tierras centrales de Sierra Leona.

## Historia

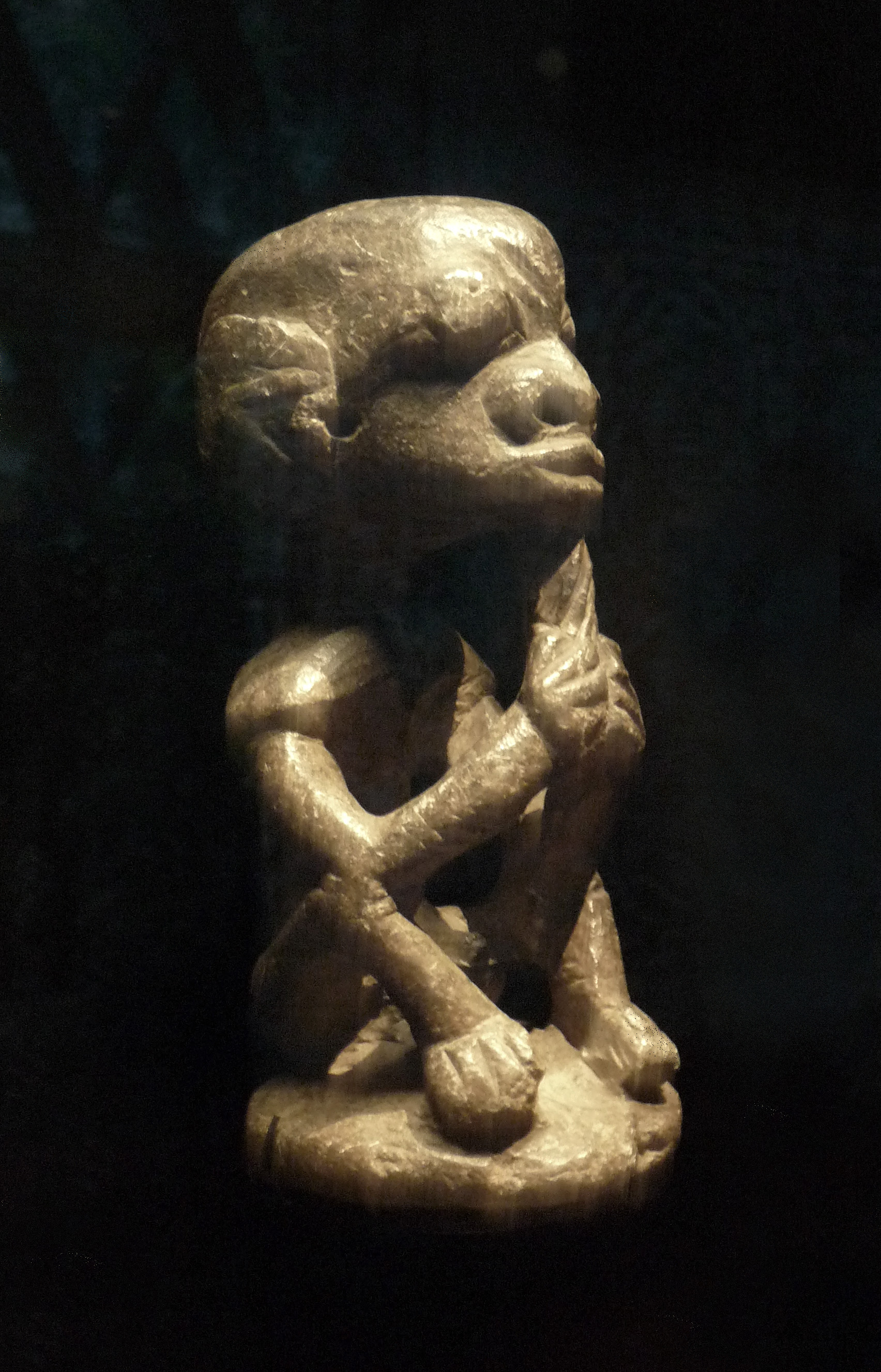
Nomoli, pueblo Sherbro, Sierra Leona. Museo Branly Wharf.

A finales del siglo XVI eran el pueblo con más habitantes de la región. Las crónicas portuguesas de Pacheco Pereira, describen a los bulom como un pueblo guerrero y belicoso. Señala que vivían en aldeas que a veces alcanzaban los 3.000 habitantes. Las representaba un bai (patriarca) pero el poder lo ejercían las sociedades secretas de tradición iniciática.
A finales del siglo XVI se produce la llegada del pueblo mande, temne y sosso, que divide en dos los territorios bulom. Las comunidades bulom del norte terminaron siendo absorbidas por los temne y el pueblo sosso (susu). Sus comunidades quedaron asentadas en los distritos de Kambia y Port Loko, ya asimilados por los temne y sosso. Los del sur, se refugiaron en la isla de Sherbro, mezclándose con los nativos. De esta unión nació el pueblo Sherbro, vinculado a los bulom. Otros, en la costa también se integraron con grupos Mande.
Tras este movimiento poblacional Sierra Leona quedó dividida en 4 reinos o principados que integraron a casi la totalidad de los pueblos de este territorio en el siglo XVI. El reino Bulom iba desde las islas de Los hasta Cabo Tagrin. El reino de Loko se situaba en torno a Port Loko.  El reino Bouré se extendía desde el canal de Sierra Leona a la isla de Sherbro. Finalmente el reino Sherbro ocupaba la totalidad de la isla del mismo nombre.
Durante este etapa, dominada por los grupos mande, además de la integración de los pueblos se produce una utilización con fines bélicos de los mismos. Los bulom y los tenme eran enfrentados o buscaban con ellos controlar a los limba, sosso y fulbe. Al mismo tiempo, los pueblo kru de la costa enfrentaban a los kissi y bulom.
Entre los siglos XVII y XVIII se producen otros movimientos poblacionales que inciden en la vida de los bolum, ya integrados con otros pueblos. Un grupo mande que viene desde el este ingresará a Sierra Leona y se mezclara con los kissi, bulom, loko y tenme, dando origen al llamado pueblo mende. Las migraciones e integraciones de pueblos y etnias se prolongará hasta el siglo XIX.
Durante el siglo XIX tuvo lugar las Yihads fulani. El episodio de Futa Djalon repercutió en la vida de los pueblos bulom, ya integrados con otras etnias. El pueblo mande junto con los fulbe ejercieron una fuerte presión para convertir al islam a los bulom y al resto de los pueblos de Sierra Leona. La acción se ejercía tanto para provocar el cambio religioso del pueblo como para controlar a aquellos se mantenían en otras confesiones.Los bulom junto con otros pueblos resistieron la imposición religiosa, pero sobre todo la sumisión política a las autoridades de Futa Djalon.

## Economía
Históricamente se destacaron por su creatividad artística y trabajo con el marfil que vendían a los portugueses. Son un pueblo agrícola que explota plantaciones de plátanos, arroz, aceite de palma y cacao. Complementan su economía con la pesca.

## Religión
En la actualidad el 80% del pueblo bulom que mantiene la lengua bulom so es de confesión islámica y un 6% participa de alguna de las iglesias cristiana.